# Aapua vindkraftspark
Aapua vindkraftspark är en vindkraftspark på berget Etu-Aapua, sydväst om Aapua i Övertorneå kommun i Norrbotten. När den togs i bruk 2005 var det den nordligaste vindkraftsparken i Sverige. Parken ägs av Aapua Vind AB med 14 privata delägare. Aapua vindkraftspark skapades 2005 då sju vindkraftverk restes på Etu-Aapua. 2008 ansågs den vara Sveriges mest effektiva vindkraftspark.

## Teknisk utformning
Parken har sju 1.5 MW Vestas V82-1.5 MW Arctic turbiner  med en total styrka av 9.9 MW (10.5 MW enligt leverantören Vestas). Varje enhet har en höjd av 78 meter i navhöjd och har en rotordiameter på 82 meter.